# Lee Garmes
Lee Dewey Garmes (Peoria, 27 mei 1898 – Los Angeles, 31 augustus 1978) was een Amerikaans cameraman en filmregisseur.

## Levensloop
Lee Garmes werkte aanvankelijk vooral samen met regisseur Thomas H. Ince. In de jaren 30 had hij een vruchtbare samenwerking met Josef von Sternberg. Hij werd vier keer genomineerd voor de Oscar voor Beste Camerawerk. In 1932 won hij de trofee ook daadwerkelijk voor zijn bijdrage aan de avonturenfilm Shanghai Express van Josef von Sternberg. Samen met de scenarioschrijver Ben Hecht regisseerde hij ook zelf twee films.

## Filmografie
- 1918: The Hope Chest
- 1919: I'll Get Him Yet
- 1919: Nugget Nell
- 1919: Out of Luck
- 1923: Fighting Blood
- 1924: The Lighthouse by the Sea
- 1924: The Telephone Girl
- 1924: Find Your Man
- 1925: Keep Smiling
- 1925: Goat Getter
- 1925: The Pacemakers
- 1925: Crack o' Dawn
- 1926: A Social Celebrity
- 1926: The Popular Sin
- 1926: The Palm Beach Girl
- 1926: The Show Off
- 1926: The Carnival Girl
- 1926: The Grand Duchess and the Waiter
- 1927: The Garden of Allah
- 1927: The Private Life of Helen of Troy
- 1927: The Love Mart
- 1927: Rose of the Golden West
- 1928: Waterfront
- 1928: Yellow Lily
- 1928: The Barker
- 1928: The Little Shepherd of Kingdom Come
- 1929: His Captive Woman
- 1929: Say It With Songs
- 1929: Love and the Devil
- 1929: The Great Divide
- 1929: Disraeli
- 1929: Prisoners
- 1930: Morocco
- 1930: The Other Tomorrow
- 1930: Lilies of the Field
- 1930: Whoopee!
- 1930: Bright Lights
- 1930: Spring is Here
- 1930: Song of the Flame
- 1931: City Streets
- 1931: Dishonored
- 1931: An American Tragedy
- 1931: Confessions of a Co-Ed
- 1931: Kiss Me Again
- 1931: Fighting Caravans
- 1932: Call Her Savage
- 1932: Shanghai Express
- 1932: Strange Interlude
- 1932: Scarface
- 1932: Smilin' Through
- 1933: Face in the Sky
- 1933: My Lips Betray
- 1933: Zoo in Budapest
- 1933: Shanghai Madness
- 1934: George White's Scandals of 1934
- 1934: Crime Without Passion
- 1934: The Nephew of Paris
- 1934: I Am Suzanne
- 1935: Once in a Blue Moon
- 1935: Dreaming Life
- 1935: The Scoundrel
- 1936: Miss Bracegirdle Does Her Duty
- 1937: The Lilac Domino
- 1937: Dreaming Lips
- 1938: The Sky's the Limit
- 1939: Gone with the Wind
- 1940: Angels Over Broadway
- 1941: Lydia
- 1942: Jungle Book
- 1942: Chica Girl
- 1942: Footlight Serenade
- 1943: Jack London
- 1943: Stormy Weather
- 1943: Forever and a Day
- 1943: Flight for Freedom
- 1944: Guest in the House
- 194: Since You Went Away
- 1944: None Shall Escapee
- 1945: Paris Underground
- 1945: Love Letters
- 1946: Young Widow
- 1946: Duel in the Sun
- 1946: The Searching Wind
- 1946: Specter of the Rose
- 1947: The Secret Life of Walter Mitty
- 1947: The Paradine Case
- 1947: Nightmare Alley
- 1949: The Fighting Kentuckian
- 1949: Roseanna McCoy
- 1949: My Foolish Heart
- 1949: Caught
- 1950: Our Very Own
- 1950: My Friend Irma Goes West
- 1951: Detective Story
- 1951: Saturday's Hero
- 1951: That's My Boy
- 1952: Actor's and Sin
- 1952: The Captive City
- 1952: The Lusty Men
- 1953: Outlaw Territory
- 1953: Thunder in the East
- 1954: Abdulla the Great
- 1955: The Desperate Hours
- 1955: Man With the Gun
- 1955: Land of the Pharaohs
- 1956: The Bottom of the Bottle
- 1956: The Sharkfighters
- 1956: D-Day the Sixth of June
- 1956: The Big Boodle
- 1958: Never Love a Stranger
- 1959: Happy Anniversary
- 1959: The Big Fisherman
- 1961: Misty
- 1962: Hemingway's Adventures of a Young Man
- 1962: Ten Girls Ago
- 1964: Lady in a Cage
- 1966: A Big Hand for the Little Lady
- 1968: How to Save a Marriage and Ruin Your Life
- 1972: Why